# Preis der Japanischen Akademie der Künste
Der Preis der Japanischen Akademie der Künste (japanisch 日本芸術院賞, Nihon Geijutsuin-shō, Kyūjitai: 日本藝術院賞) ist einer von zwei Preisen, die die japanische Kunstakademie alljährlich an Nicht-Mitglieder vergibt. Ausgezeichnet werden herausragende Kunstwerke und Personen, die sich um den Fortschritt der Kunst verdient gemacht haben. Die Laureaten erhalten eine Urkunde, eine Gedenkmedaille und einen Geldbetrag.
Der Preis wurde erstmals 1941, noch unter der Bezeichnung Teikoku Geijutsuin-shō (帝國藝術院賞, Preis der Akademie der Künste des Kaiserreichs Japan) verliehen. Nach dem Krieg wurde die Bezeichnung geändert und um einen zweiten, ebenfalls vom Japanischen Kaiserhaus 1950 gestifteten Preis,  den Kaiserlichen Preis der Akademie der Künste (恩賜賞, Onshi-shō), ergänzt. der Onshi-shō ist ein zusätzlicher Preis, der unter den Preisträgern der Akademie der Künste vergeben wird, um eine Einzelleistung hervorzuheben.
Der Preis der Japanischen Akademie der Künste wird im Juni vom Tennō und seiner Gemahlin, begleitet von einem Festakt, vergeben. Zugleich stellt die Auszeichnung eine Empfehlung zur Aufnahme in die Akademie der Künste dar. Da die Mitgliedschaft jedoch auf Lebenszeit vergeben wird und auf eine maximale Mitgliederzahl von 120 Personen begrenzt ist, wird naturgemäß nicht jeder Laureat auch Mitglied der Akademie. Ähnlich den Abteilungen der Kunstakademie wird der Preis für drei Kunstgattungen (bildende Kunst, Literatur, Musik und Schauspielkunst) in 13 Unterkategorien verliehen.

## Liste der Preisträger
Die nachstehende Liste verzeichnet 517 Laureaten zuzüglich 111 Preisträger, die darüber hinaus mit dem Kaiserlichen Preis ausgezeichnet wurden, insgesamt also 628 Preisträger unterteilt nach Kunstgattung und Unterkategorie (Stand: Dez. 2016). Die Preisträger des Kaiserlichen Preises sind durch den Zusatz Onshi-shō gekennzeichnet.
Die Liste führt den (Künstler)Namen, den der Laureat zum Zeitpunkt der Verleihung verwendete. Zudem ist entweder das ausgezeichnete Werk (gelegentlich auch der Grund für die Auszeichnung) oder das Fachgebiet des Künstlers angegeben. Bei Künstlern, die Mitglied der Akademie wurden, ist das Aufnahmedatum hinzugefügt. Darüber hinaus sind ebenfalls aufgeführt: die Umschrift des Werktitels nach dem Hepburn-System und die japanische Schreibung. In Klammern ergänzt ist als Orientierungshilfe eine Übertragung des Titels, die jedoch häufig noch nicht Allgemeingut geworden ist, heißt der Werktitel harrt zumeist noch einer fachkundigen deutschen Übersetzung.

### Bildende Kunst

#### Nihonga
- 1943   Shimada Bokusen, Yamada Sokō sensei (山鹿素行先生, Bild des Gelehrten Yamada Sokō)
- 1948   Itō Shinsui, Bild Kagami (鏡, „Spiegel“)
- 1951   Tokuoka Shinsen, Bild Koi (鯉, „Karpfen“)
- 1953   Kodama Kibō, Bild Shitsunai (室内)
- 1954   Kanashima Keika, Bild „Fuyuta“ (冬田)
- 1955   Hashimoto Meiji, Mari Chiyo-shō (まり千代像, „Bildnis der Geisha Mari Chiyo“)
- 1956   Higashiyama Kaii, Bild Kōkon (光昏, „Abenddämmerung“)
- 1956   Yamaguchi Kayō, Bild Kōma (仔馬, „Fohlen“)
- 1957   Sugiyama Yasushi, Bild Kujaku (孔雀, „Pfau“)[2]
- 1958   Mori Hakuho, Bild Hana (花, „Blume(n)“)
- 1958 Onshi-shō Suga Tatehiko für seine Tätigkeit und Verdienste für das Genre Nihonga
- 1958   Mochizuki Shunkō, Bild Hazu (蓮, „Lotus“)
- 1959   Katō Eizō, Bild Sora (空, „Himmel“)[3]
- 1959   Morita Sai, Bild shōnen (少, „Jugend“)
- 1960   Takayama Tatsuo, Bild „Hakuei“ (白翳)[4]
- 1960   Ikeda Yōson, Bild Nami (波, „Welle(n)“)
- 1960   Gōraku Senjin, Bild Yamagiri (山霧, „Bergnebel“)
- 1961 Onshi-shō Kawasaki Shōko für seine Verdienste um das Genre Nihonga
- 1961   Iwata Masami, Bild Sekibutsu (石仏, „Steinbildnis Buddhas“)
- 1961   Yano Kyōson, Bild Nishiki kaede (錦楓)
- 1961   Nishiyama Hideo, Bild Tien Tan (天壇, „Himmeltempel“)
- 1962 Onshi-shō Sakakibara Shihō für seine Verdienste um das Genre Nihonga
- 1962   Ogura Yuki, Bild Boshi (母子, „Mutter und Kind“)
- 1962   Miwa Chōsei, Bild Shuchū (朱柱, „Roter Pfeiler“)[5]
- 1963   Okuda Gensō, Bild Bandai (磐梯 „Bandai“)
- 1963   Yamada Shingo, Bild Mine (嶺, „Gipfel“)
- 1964   Yamamoto Kyūjin, Bild Ikkyō rakujitsu (異郷落日, „Abendsonne in der Fremde“)
- 1965   Hamada Kan Saichi (彩池)
- 1965   Asada Benji, Bild Shiosai (潮騒, „Klang der Wellen“)
- 1966   Nakamura Teii, Bild Shamu neko to seii no onna (シャム猫と青衣の女, „Siamkatze und Frau im blauen Gewand“)[6]
- 1966   Yamamoto Sōkyū Tasogare (たそがれ, „Dämmerung“)
- 1967   Uemura Shōkō Juka yūkin (樹下幽禽, „Fantasievogel unter einem Baum“)[7]
- 1967   Satō Taisei Fūsō (風騒)[8]
- 1968   Itō Manyō Odoru (踊る, „Tanzen“)
- 1969   Mitani Toshiko Kōgen no asa (高原の朝, „Hochebene am Morgen“)
- 1970 Onshi-shō Terashima Shimei Maiko (舞妓, „Maiko“)
- 1971   Yoshiaka Kenji Nara no shika (奈良の鹿, „Hirsch in Nara“)
- 1972   Iwahashi Eien Naruto (鳴門)
- 1973   Ōyama Chūsaku Gohyaku rakan (五百羅漢, „500 Arhat“)
- 1974 Onshi-shō Inohara Taika Seimei (清明)
- 1975 Onshi-shō Kataoka Tamako Porträt Chōbunsai Eishi (面構（鳥文斎栄之）)[9]
- 1976 Onshi-shō Kawamoto Sueo Haru no nagare (春の流れ, „Des Frühlings Lauf“)
- 1977   Katō Tōichi Nyonin (女人, „Frau(en)“)
- 1978   Urata Masao Matsu (松, „Kiefer(n)“)
- 1979   Matsuo Toshio Sarnath-sō (サルナート想, Sarunato-sō)
- 1980   Hamada Taiji Onna bengoshi (女辯護士, „Rechtsanwältin“)
- 1981   Kakurai Kazuo Aosono (青苑, ?)
- 1982 Onshi-shō Yoshida Yoshihiko Shunsetsu myōgi (春雪妙義)
- 1984   Fukuōji Hōrin Himalaya no hana (ヒマラヤの花)
- 1985 Onshi-shō Murayama Kei Kanmuri (冠)[5]
- 1986   Seki Chikara No (野)[5]
- 1987   Dōmoto Mototsugu Kenkūji (懸空寺)
- 1988   Suzuki Chikuhaku Ki (気)
- 1989   Satō Kunio Getsumei (月明, „Mondschein“)
- 1990 Onshi-shō Gōkura Kazuko Nichijō (静日)
- 1991 Onshi-shō Hieda Kazuho Getsuei no michi (月影の道, „Weg im Mondlicht“)
- 1992   Yamagishi Jun (樹歌)
- 1993   Iwasawa Shigeo Keiin (渓韻)
- 1994 Onshi-shō Shiratori Eisetsu Kikuchidō (菊慈童)
- 1995   Uemura Atsushi Karigane (雁金)
- 1997   Nakaji Yūjin Eizō (映象) ?
- 2000   Nabatame Kōichi Fūkifu (富貴譜)
- 2001   Fukuōji Kazuhiko Tsuki no kagayaku yoru ni - san (月の耀く夜に 三, „Mondnacht III“)
- 2003   Iwakura Hisashi Minami no mado (南の窓, „Fenster nach Süden“)
- 2004   Usami Kōchū Kureyuku Hakodate (暮れゆく函館)
- 2005 Onshi-shō Kawasaki Haruhiko Asake no mizūmi (朝明けの湖)
- 2006   Fukuda Senkei Pianisuto (ピアニスト, Pianist)
- 2007   Tsuchiya Reiichi Shamo (軍鶏, „Kampfhahn“)
- 2008 Onshi-shō Shimizu Tatsuzō Suikyō (翠響)
- 2011 Onshi-shō Yamazaki Takao Kaikō (海煌)
- 2013 Nōjima Kazuaki Kanemaki (鐘巻)
- 2016 Onshi-shō Gotō Sumio Yamato no yuki (大和の雪)
- 2017 Nishida Shun'ei Mori noo jūnin (森の住人)
- 2018 Tabuchi Toshio Uzushio (渦潮)
- 2020 Onshi-shō Murai Masayuki Gesschō (月照)
- 2021 Onshi-shō Senju Hiroshi Takizu (瀧図)

#### Yōga
- 1941   Koiso Ryōhei Japanese Marching through Niangzi-guan (娘子関を征く)[10]
- 1943   Miyamoto Saburō The Meeting of Gen. Yamashita and Gen. Percival[11][Anm. 1]
- 1950   Nabei Katsuyuki Asa no Katsuurakō (朝の勝浦港)
- 1951 Onshi-shō Miyake Kokki
- 1951   Terauchi Manjirō Akt einer liegenden Frau (横臥裸婦)
- 1952 Onshi-shō Shirataki Ikonosuke für seine Verdienste um die japanische Yōga Gesellschaft
- 1952   Nakayama Takashi Matisse raisan (マチス礼讃)
- 1953 Onshi-shō Ishikawa Toraji
- 1954   Koito Gentarō Shunsetsu (春雪)
- 1956   Kitō Nabesaburō Atorie nite (アトリエにて)
- 1957   Suzuki Chikuma Tessen (てっせん)
- 1957   Tōgō Seiji Fresko Sōsei no uta (創生の歌)
- 1958   Nakano Kazutaka Shōjo (少女)
- 1959 Onshi-shō Kimura Shōhachi Tōkyō hanjōki (東京繁昌記)
- 1959   Koyama Keizō Shoka no Shirasagijō (初夏の白鷺城)
- 1959   Hayashi Takeshi
- 1960   Ōkubo Sakujirō Ichiba no gyoten (市場の魚店)
- 1960   Suzuki Shintarō Ausstellung seiner Ölgemälde
- 1961   Shindō Shigeru Matsu (松)
- 1961   Tazaki Hirosuke Shoka no Aso-san (初夏の阿蘇山) und Asa-yake no taisan (朝やけの大山)
- 1962   Mimino Usaburō Seibutsu (静物)
- 1963   Tamura Kazuo Tsuyu kōgen (梅雨高原)
- 1963   Nakamura Takuji Gajitsu no onna (画室の女) und Otoko no zō (男の像)
- 1964 Onshi-shō Nakagawa Kigen für seine langjährigen Verdienste um die Kunst
- 1964 Onshi-shō Oka Shikanosuke
- 1965   Yoshii Junji Mizukumi (水汲)[12]
- 1966 Onshi-shō Ikebe Hitoshi
- 1966   Ide Nobumichi Senningyōretsu (千人行列)
- 1967   Shimamura Minao Tatsumi-bashi (巽橋)
- 1968   Satake Toku Oribu to umi (オリーブと海)
- 1968   Hattori Shōichirō Suigo (水郷)
- 1969 Onshi-shō Kuroda Jūtarō
- 1969   Nakanmura Zensaku Hariuso no kamui kotan (張碓のカムイコタン)
- 1970   Kobori Susumu Shoshū (初秋)
- 1970   Morita Shigeru Kurokawanō (黒川能)
- 1971   Takamitsu Kazuya Midori no fuku (緑の服)
- 1972   Takada Makoto Zansetsu boshoku (残雪暮色)[5]
- 1973 Onshi-shō Nomura Morio Oka ni aru gai (丘にある街)
- 1976 Onshi-shō Okada Matasaburō Tomoshibi (ともしび)
- 1977 Onshi-shō Itō Kiyonaga Shokō (曙光)
- 1979   Miyanaga Takehiko Hō (鵬)
- 1980   Nishiyama Shin'ichi Rokugatsu no goro (六月の頃)
- 1981   Narahara Kenzō Gyokō yakei (漁港夜景)
- 1982   Sugano Yaichi Kurukuru Zao(くるゝ蔵王)
- 1984   Terada Takeo Asa no minato (朝の港)
- 1985   Watanabe Takeo Champagne no oka (シャンパアニュの丘)
- 1986   Hirose Kō Kōgen no aki (高原の秋)
- 1988 Onshi-shō Ōuchida Shigeshi Takujō (卓上)
- 1990   Tsuruoka Yoshio Maiko to minarai san (舞妓と見習いさん)
- 1991   Kokuryō Tsunerō Ko (呼)
- 1992   Hiramatsu Yuzuru TOKYO
- 1993 Onshi-shō Fujimoto Tōichiryō Tenbōdai no Eukalyptus (展望台のユーカリ)
- 1994   Shibata Yonezō Gakusei sanka (楽聖讃歌)
- 1995 Onshi-shō Oda Hiroki Yūyake kara no fūkei (夕やけ空の風景)
- 1996   Okutani Hiroshi (月露)
- 1997 Onshi-shō Terashima Ryūichi Andalusian san (アンダルシア讃)
- 1998   Nakamura Tadahiko Kuro ōgi (黒扇, Schwarzer Fächer)[13]
- 1999   Shimada Shōzō Eki no hitotachi (駅の人たち)
- 2000 Onshi-shō Shōji Eikichi Chōon (聴音)
- 2001   Kinutani Kōji Sōkyūmutan (蒼穹夢譚)
- 2002 Onshi-shō Kiyohara Keiichi Hanazono no ? (花園の遊鶏)
- 2003   Nushi Shōichirō Haru o matsu sankan (春を待つ山間)
- 2004   Yamamoto Tei Shōnen no iru natsu (少のいる夏)
- 2005   Terasaka Tadao Akropolis e no michi (アクロポリスへの道)
- 2006 Onshi-shō Murata Shōzō (Maler) Shunkō (春耕)
- 2007   Ōtsu Eibin  (朝暘巴里)
- 2008   Fujimori Kaneoki Adoration San Vidal (アドレーション サンビターレ)
- 2009   Yabuno Ken Aru hi Assisi no oka de (ある日アッシジの丘で)
- 2010 Onshi-shō Yamamoto Fumihiko Kisō (樹想)
- 2012 Onshi-shō Ikeguchi Chikako Fukamaruaki (深まる秋)
- 2013 Satō Tetsu Natsu no owari ni (夏の終りに)
- 2015 Makoshi Yōko Ningen no taiga - inochi mau fushi no ai (人間の大河－いのち舞う・不死の愛－)
- 2017 Negishi Yūji Kotanfūsei (古潭風声)
- 2018 Yuyama Toshihisa ｌ’Aube (夜明け)

#### Skulptur
- 1942   Koga Tadao Tatsu daitōa (建つ大東亜)
- 1949   Yoshida Saburō Danritsuzō (男立像, Aktzeichnung eines stehenden Mannes)[14]
- 1952   Katō Kensei Ningenzō (人間像)
- 1953   Sawada Seikō Sange (三華)
- 1954   Shimizu Takashi Aozō (青像)
- 1955   Hashimoto Chōshū Kegon (華厳)
- 1957   Amenomiya Jirō Kento (健人)
- 1958   Matsuda Naoyuki Josei (女性)
- 1961   Hori Shinji Jinkai (人海)
- 1963   Nakagawa Kiyoshi Aruku (あるく)
- 1963   Ōuchi Seiho Tara (多羅菩薩)
- 1966   Entsuba Katsuzō Ryojō (旅情)
- 1966   Fujino Shunsei Hikari wa ōzora yori (光は大空より)
- 1968   Kitamura Haruyoshi Hikaru nami (光る波)
- 1970   Hiruma Hiroshi Kyū (穹)
- 1971   Mizufune Rokushū Tsumugi uta (紡ぎ唄)
- 1972   Tominaga Naoki Shinpū (新風)
- 1973   Shindō Takematsu Kunpū (薫風)
- 1974   Kinoshita Shigeru Rafu (裸婦)
- 1975   Wakabe Junji Ryō (瞭)
- 1977   Yodoi Toshio Rōma no kōen (ローマの公園)
- 1979   Misaka Kōichirō Kochūten (壺中天)
- 1980   Satō Sukeo Furimuku (振向く)
- 1981   Nonomura Kazuo Mono to no hazama (物とのはざま)
- 1982   Itō Ioki Nagisa (渚)
- 1985   Komori Kunio Seishunfu (青春譜)
- 1986 Onshi-shō Takahashi Gō Keikoba no odoriko (稽古場の踊り子)
- 1987   Nakamura Hironao (静秋)
- 1988   Nakamura Sinya Asa no odori (朝の祈り)
- 1990   Amenomiya Keiko Sō Shū (想秋)
- 1991   Nagae Rokuya Sakyū (砂丘)
- 1992   Shibata Kōzō  (香雲)
- 1994   Yoshida Shuzuo  (遊憩)
- 1996   Hashimoto Kentarō (竹園生)
- 1997   Amenomiya Atsushi In (韻)
- 1998   Kawasaki Hiroteru Daichi (大地)
- 1999   Yamada Ryōjirō Kaimasu no toki (開幕の刻)
- 2002   Hiruta Jirō Kokuchi (告知 ―2001―)
- 2003 Onshi-shō Sumikawa Kiichi Sori no aru katachi 2002 (そりのあるかたち2002)
- 2004   Yamamoto Shinsuke Seiseiruten (生生流転)
- 2005   Nōjima Seiji Jiai - komorebi (慈愛 ― こもれび)
- 2006   Ichimura Rokurō Kan (間)
- 2007   Seto Gō Etude (エチュード)
- 2008   Kanbe Mineo Asa (朝)
- 2009   Miyase Tomiyuki Genji Monogatari emaki ni omou (源氏物語絵巻に想う)
- 2012   Yoshino Takeshi Natsu no owari 11 (夏の終り'11)
- 2016   Yamada Tomohiko (Bildhauer) Asa no hibiki (朝の響き)
- 2019   Ikegawa Sunao Toki no tabehito (時の旅人)

#### Kunsthandwerk
- 1942   Yoshida Genjūrō für Lackmalerei (Maki-e) und Verzierungen mit Pflaumenmotiv (梅蒔絵飾棚)
- 1950 Onshi-shō Oba Tsunekichi für seine Forschung über japanische Muster
- 1950   Iwata Tōshichi Glas Hikari no bi (光の美)
- 1951   Yamaga Seika Webarbeit Mushin kabekake (無心壁掛), Wandschmuck (kabekake)
- 1953   Katori Masahiko Metallarbeit Hanryō tsubo (攀竜壺), Topf (tsubo)
- 1954 Onshi-shō Mumata Ichiga
- 1954   Yamazaki Kakutarō Lackarbeit Sankaku tsuitate (三曲衝立)
- 1954   Kusube Yaichi Keramik Kyōka (慶夏), Blumenvase
- 1955 Onshi-shō Sugiura Hisui
- 1955   Naitō Haruji Metallarbeit Seidō kabin (青銅花瓶), Blumenvase (kabin)
- 1956 Onshi-shō Tatsumura Heizō für seine Leistungen auf dem Gebiet der Färberei
- 1956   Kiyomizu Rokubee VI. Blumenvase (玄窯叢花瓶)
- 1956   Mitsui Yoshio Ziselier- und Einlegearbeiten (彫金象嵌花瓶)
- 1957   Miyanohara Ken Keramikvase (陶製花瓶（空）)
- 1958   Yamamura Hyakusei  Metallarbeit Kupferkessel Chōdō hiraashi tsubo(鋳銅平足・壺)
- 1959   Inoue Ryōsai III. Keramik runder, flacher Teller (丸文平皿)
- 1959   Ōsuga Takashi durchbrochener Porzellanteller mit Goldverzierung (金彩透彫飾皿)
- 1960   Kagami Kōzō Schale aus Kristallglas (クリスタル硝子鉢)
- 1960   Kishimoto Keishun Stickarbeit Komen no kage (湖面の影)
- 1961   Saji Tadashi Lackarbeit Wandschirm Tokai (都会)」
- 1961   Minagawa Gekka Stofffärbearbeit Nami (濤)
- 1962   Hasuda Shūgorō Metallarbeit Mori no meidō (森の鳴動)
- 1962   Yamawaki Yōji Chōnkin - mit Gold verzierte Lack- und Schnitzarbeit Yūsa (游砂)
- 1963 Onshi-shō Kawamura Seizan für seine Keramiken und die Verdienste um da Kunsthandwerk
- 1963   Ban'ura Shōgo Lackarbeit (象潮)
- 1963   Morino Kakō Keramik (塩釉三足花瓶)
- 1964   Tsuji Mitsusuke Lackarbeit (雲連作の六、クノサス)
- 1965   Takahashi Setsurō Lackarbeit (化石譜)
- 1966   Chōsa Yoshiyuki Chōkin Yakōsōsō (夜光双想)
- 1967   Asami Ryūzō Porzellan (爽)
- 1968   Kitade Tōjirō Keramik (胡砂の旅)
- 1968   Yasuhara Kimei  Keramik (火石器花挿)
- 1969   Hannya Yūkō Färbearbeit (青い朝連作)
- 1970   Unno Takeo  Gravurarbeit (雨もよい)
- 1971   Yoshika Taibi Keramik (連作暁雲)
- 1973   Sano Takeo Färbearbeit Shunen nom shima (噴煙の島)
- 1980   Shinkai Kanzan  Keramik Genchō (玄鳥)
- 1981   Asakura Isokichi  Keramik (色絵磁器佐渡の印象飾皿)
- 1982   Iwata Hisatoshi Glasarbeit (聖華)
- 1983 Onshi-shō Ōkubo Fukuko Lederarbeit Shinwa (神話)
- 1984   Nakazato Hōan  Keramik (叩き唐津手付瓶)
- 1985   Ōhi Toshirō Keramik Sobadatsu (峙つ)
- 1986   Orihara Kyūzaemon  Goldschmiedearbeit Shiseki (祀跡)
- 1988   Mitani Goichi Chōnkin - mit Gold verzierte Lack- und Schnitzarbeit Shiokaze (潮風)
- 1989 Onshi-shō Fujita Kyōhei Glas Haru ni mau (春に舞う)
- 1990   Okuda Sayume Puppe Enshin (炎心)
- 1991   Aoki Ryūzan  Keramik Kosa no mai (胡沙の舞)
- 1992   Nagai Tetsutarō Goldschmiedearbeit Utsuwa sono roku (うつわ・その六)
- 1993   Nakai Teiji Färbearbeit Gensei urin (原生雨林)
- 1994   Inami Tadashi Lackarbeit Seishō (晴礁)
- 1996   Ōshio Masayoshi Keramik (樹相)
- 1997   Kawai Seitoku Keramik Kōun (行雲)
- 1998   Imai Masayuki Keramik Kakuyōsōkai (赫窯雙蟹)
- 1999 Onshi-shō Nishimoto Eisen Keramik Reimei (黎明)
- 2000   Yoshika Hatao Keramik Hagiyū hirokuchi taiki yō '99 umi (「萩釉広口大器 曜99・海」)
- 2001   Kawajiri Ikkan Keramik Hōjō (豊穣)[5]
- 2003   Ōkado Isao Metallskulptur Tenjishudō (天地守道（生）)
- 2004   Itō Hiroshi Lackarbeit Susanoo (スサノオ聚抄)
- 2006   Hara Masuo Endless (エンドレス)
- 2007   Morino Taimei Keramik Daichi (大地)
- 2010   Takegoshi Toshiaki Keramik Kohan (湖畔, Seeufer), glasierte Blumenvase
- 2012   Miyata Ryōhei Metallskulptur (シュプリンゲン「翔」)
- 2013   Teraike Shizuto Fūkisō (富貴想)
- 2016   Haruyama Fuminori Chū no kawa (宙の河)
- 2018   Mitamura Arisumi Lackarbeit Tsuki no hikari sono saki ni (月の光 その先に)
- 2019   Namiki Tsunenobu Lackarbeit Tsukidezuru (月出ずる)
- 2021   Aimu Tsuneo Metallskulptur 2020 no inori (2020の祈り)

#### Kalligrafie
- 1951   Kawamura Kizan (楷書酔古堂剣掃語)
- 1953   Tsujimoto Shiyū (白詩七律)
- 1955   Nishikawa Yasushi (隷書七言聯)
- 1957   Suazuki Suiken Zenshō Nibin o yumemu (禅牀夢(ぜんしょうにびじんを)美人(ゆめむ))
- 1960 Onshi-shō Tanaka Shinbi Heike no nōkyō sanjūsan maki (平家納経三十三巻) (Nachdruck)
- 1960   Matsumoto Hōsui (談玄観妙)
- 1961   Andō Seikū Man'yō no uta minasoko (万葉の歌・みなそこ)
- 1961   Nakamura Randai II. (老子語和光同塵)
- 1962   Sumiyama Nanboku (白楽天詩)
- 1963   Yamazaki Setsudō Kogen (古諺)
- 1964   Matsui Jōryū (杜甫 杜少陵詩)
- 1965   Hibino Gohō Shimizu (清水)
- 1966   Aoyama San'u ein Strophe des Shi Jin (詩経の一節)
- 1967   Kaneko Ōtei Kyūgaku kaihō o yosu (丘壑寄懐抱)
- 1968   Murakami Santō Da Fu (杜甫贈高式顔詩)
- 1969   Tanaka Kaidō Heiwa (平和)[5]
- 1970   Kuwata Sasafune Haha (母)
- 1971   Ōishi Takako Ōchō sanka (王朝讃歌)
- 1971   Kaneda Shinshō Genran (玄覧)
- 1972   Hirotsu Unzen Du Fu shi (杜甫詩)
- 1973   Miyamoto Chikukei Man'yō uta (万葉歌)
- 1976   Kimura Chiseki Èrlóngzhēngzhū (二龍争珠)
- 1977   Tonomura Randen Setsu Hō shi (薛逢詩)
- 1978   Kamijō Shinzan Kyūkokaku (汲古)
- 1981 Onshi-shō Kosaka Kiseki Han-Shan-shi nishu (寒山詩二首)
- 1983   Sugioka Kason Tamamono (玉藻)
- 1984 Onshi-shō Kobayashi Toan
- 1985   Furutani Sōin (萬葉・秋雑歌)
- 1986   Asami Kendō Soga (曾子語)
- 1987 Onshi-shō Imai Ryōsetsu  (桃花瞼薄)
- 1989   Asaka Tesshin  (白楽天・城上夜宴詩)
- 1990   Itō Hōun (三吉野の歌)
- 1991   Kondō Setsunan  (薛濤詩)
- 1992 Onshi-shō Naruse Eizan (杜甫詩)
- 1993   Ozaki Yūhō (杜少陵詩)
- 1994   Kurihara Rosui  (菜根譚一節)
- 1995   Takagi Seikaku Haru (春)
- 1996   Enokura Kōson (流翳)
- 1997   Bota Shisen (菜根譚)
- 1998 Onshi-shō Matsushita Shidō (花下醉)
- 1999   Hibino Kōhō Hana (花)
- 2000   Umehara Seizan drei Abschnitte des Kandouka (漢鐃歌三章)
- 2001 Onshi-shō Tsugane Yoshikuni Mori Ōgai no shi (森鷗外の詩, Gedicht(e) Mori Ōgais)
- 2002   Kuwada Sanshū Frühlings- und Herbstannalen (春秋)
- 2003   Ishige Keidō Seiryū (清流)
- 2004 Onshi-shō Arai Kōfū Meikatsusen (明且鮮)
- 2005   Kurono Seiu Ume no hana (梅の花)
- 2006   Ryū Sōkyo Yuan Mei shi (袁枚詩)
- 2007 Onshi-shō Ikeda Keihō Mimoro (三諸)
- 2008   Kuiseko Hakuju Cha o okuru (送茶)[15]
- 2009 Onshi-shō Koyama Yasuko für einen Auszug aus dem „Sarashina Nikki“ (更級日記抄)
- 2010   Tarumoto Juson für (富陽妙庭観董雙成故宅發地得丹鼎)
- 2011   Kuroda Ken'ichi für Ogurayama (小倉山)
- 2012   Hoshi Kōdō für ein Gedicht von Li Qi im Stil von Zhang Xu (李頎詩 贈張旭)
- 2017   Takaki Seiu für Kyōriku (協戮)
- 2018   Uchihashi Yasuko Katsushika no sato  (かつしかの里)
- 2019 Onshi-shō Magami Gidō für (碧潯)

#### Architektur
- 1952   Yoshida Isoya
- 1961   Taniguchi Yoshirō „Tōgū Palast“ (東宮御所)
- 1966   Imai Kenji „Tōkagakudō“ (桃華楽堂)
- 1967   Satō Takeo für seine langjährigen Verdienste um die Entwicklung der Architektur
- 1968 Onshi-shō Fujishima Gaijirō Wiederaufbau des „Shitennō-ji“ (四天王寺伽藍の再建)
- 1974   Maekawa Kunio „Museum der Präfektur Nara“ (埼玉県立博物館)
- 1975   Yoshimura Junzō „Nationalmuseum Nara“ (奈良国立博物館)
- 1980   Shirai Seiichi für die Planung der „Shinwa Bank“ (親和銀行設計)
- 1981   Ōe Hiroshi „Marugame Kampfkunsthalle in der Präfektur Kagawa“ (香川県立丸亀武道館)
- 1982   Takahashi Teiichi Universität der Künste in Ōsaka - Tsukamoto Hideo Gedenkstätte und Dokumentationszentrum (大阪芸術大学 塚本英世記念館・芸術情報センター)
- 1984   Ashihara Yoshinobu „National Museum of Japanese History“ (国立歴史民俗博物館)
- 1985   Nichizawa Fumitaka „Haus in Jingumae“ (神宮前の家)
- 1987   Taniguchi Yoshio „Domon Ken Fotografie Museum“ (土門拳記念館)
- 1988   Sakata Seizō „Don Bosco Gedenkhalle der Salesio-Lehranstalt in Tokyo“ (東京サレジオ学園・ドンボスコ記念聖堂)
- 1989   Uchii Shōzō „Setagaya Kunstmuseum Tokyo“ (東京都世田谷美術館)
- 1989   Ikehara Yoshirō  „Torozawa Campus der Waseda-Universität“ (早稲田大学所沢キャンパス)
- 1991   Nakamura Masao „Pavillon im Shirotori Park“ (白鳥公園・清羽亭)
- 1992   Kurokawa Kishō für das Fotografiemuseum in Nara (奈良市写真美術館)
- 1994   Andō Tadao
- 1995   Yanagisawa Takahiko für das Kunstmuseum in Kōriyama (郡山市立美術館)
- 1996 Onshi-shō Okada Shin'ichi „Kunstmuseum der Präfektur Miyazaki“ (宮崎県立美術館)
- 1999   Itō Toyō Baseballstadion „Odate Jukai Dome“ (大館樹海ドーム)
- 2000   Hasegawa Itsuko „Niigata-City Performing Arts Center“ inklusive der Landschaftsgestaltung (新潟市民芸術文化会館)
- 2002   Yamamoto Riken „Präfektur Universität Saitama“ (埼玉県立大学)
- 2003   Kuryū Akira für Schatzhaus des Byōdō-in (平等院宝物館)
- 2004   Miyamoto Tadanaga für das Kunstmuseum in Matsumoto (松本市美術館)
- 2006   Kōyama Hisao für die Aula und Andachtshalle der Seigakuin Universität (聖学院大学礼拝堂・講堂)
- 2008   Suzuki Ryōji für das Kotohira-gū Projekt
- 2010   Kitagawara Atsushi für die „Nakamura Keith Haring Gallery“ (中村キース・へリング美術館)
- 2011   Furuya Nobuaki für „Chino Cultural Complex“ (茅野市民館)
- 2013 Onshi-shō Maki Fumihiko Toyoda Auditorium der Universität Nagoya (名古屋大学豊田講堂)
- 2015   Tōki Fumio  Mori Ōgai Museum in Bunkyō (文京区立森鴎外記念館)

#### Prosa und Drama
- 1950   Osaragi Jirō für Kikyō (帰郷) (seit 1960 Mitglied der Akademie)
- 1951   Ogawa Mimei  (seit 1954 Mitglied der Akademie)
- 1952   Kawabata Yasunari (seit 1953 Mitglied der Akademie)
- 1955   Tsubota Jōji (seit 1964 Mitglied der Akademie)
- 1956   Ibuse Masuji für Hyōmin Usaburō (漂民宇三郎) (seit 1960 Mitglied der Akademie)
- 1957   Kōda Aya für Nagare (流れる) (seit 1976 Mitglied der Akademie)
- 1959   Inoue Yasushi für Hyōheki (氷壁, dt. „Die Eiswand“) (seit 1964 Mitglied der Akademie)
- 1960   Hino Ashihei posthum
- 1961   Ishikawa Jun (seit 1964 Mitglied der Akademie)
- 1963   Shishi Bunroku (seit 1964 Mitglied der Akademie)
- 1966   Nakayama Gishū für Shōan (seit 1967 Mitglied der Akademie)
- 1967   Itō Sei  (seit 1968 Mitglied der Akademie)
- 1968   Amino Kiku (seit 1969 Mitglied der Akademie)
- 1969   Serizawa Kōjirō (seit 1970 Mitglied der Akademie)
- 1966   Nagai Tatsuo (seit 1969 Mitglied der Akademie)
- 1972   Uno Chiyo (seit 1972 Mitglied der Akademie)
- 1972 Onshi-shō Hirabayashi Taiko posthum
- 1973   Shōno Junzō (seit 1978 Mitglied der Akademie)
- 1975 Onshi-shō Nakazato Tsuneko (seit 1983 Mitglied der Akademie)
- 1976   Yasuoka Shōtarō (seit 1976 Mitglied der Akademie)
- 1976 Onshi-shō Shiba Ryōtarō für Kūkai no fūkei (空海の風景) (seit 1981 Mitglied der Akademie)
- 1977   Toita Yasuji (seit 1991 Mitglied der Akademie)
- 1977   Kaionji Chōgorō
- 1979 Onshi-shō Agawa Hiroyuki (seit 1979 Mitglied der Akademie)
- 1979   Endō Shūsaku (seit 1981 Mitglied der Akademie)
- 1979   Yoshiyuki Junnosuke (seit 1981 Mitglied der Akademie)
- 1980 Onshi-shō Tanaka Chikao (seit 1981 Mitglied der Akademie)
- 1981   Shimao Toshio
- 1982   Noguchi Fujio (seit 1987 Mitglied der Akademie)
- 1982   Kojima Nobuo (seit 1989 Mitglied der Akademie)
- 1982 Onshi-shō Shibaki Yoshiko
- 1984   Kōno Taeko (seit 1989 Mitglied der Akademie)
- 1986 Onshi-shō Mizukami Tsutomu (seit 1988 Mitglied der Akademie)
- 1987 Onshi-shō Miura Shumon (seit 1987 Mitglied der Akademie)
- 1987   Yoshimura Akira (seit 1997 Mitglied der Akademie)
- 1988 Onshi-shō Yagi Yoshinori (seit 1989 Mitglied der Akademie)
- 1989 Onshi-shō Sakata Hirō (seit 1990 Mitglied der Akademie)
- 1993 Onshi-shō Sono Ayako (seit 1993 Mitglied der Akademie)
- 1994   Takenishi Hiroko für ihre Verdienste als Schriftstellerin und Literaturkritikerin (seit 1994 Mitglied der Akademie)
- 1995   Chin Shunshin für seine Verdienste als Schriftsteller (seit 1996 Mitglied der Akademie)
- 1998 Onshi-shō Ōhara Tomie (seit 1998 Mitglied der Akademie)
- 1998   Hotta Yoshie
- 1999   Kaga Otohiko für Takayama Ukon (高山右近) (seit 2000 Mitglied der Akademie)
- 2000   Ogawa Kunio  (seit 2005 Mitglied der Akademie)
- 2000   Kuroi Senji (seit 2000 Mitglied der Akademie)
- 2000   Hino Keizō (seit 2000 Mitglied der Akademie)
- 2001 Onshi-shō Itō Keiichi für seine langjährigen Verdienste um den Roman und die Poesie (seit 2001 Mitglied der Akademie)
- 2003 Onshi-shō Tsumura Setsuko (seit 2003 Mitglied der Akademie)
- 2004 Onshi-shō Nakano Kōji für Kaze no Ryōkan (風の良寛), Nakano Kōji Werke (中野孝次作品), Rōma no tetsujin Seneca no kotoba (ローマの哲人セネカの言葉, etwa „Reden des römischen Philosophen Seneca“)
- 2004   Tomioka Taeko
- 2006 Onshi-shō Tsuiji Takashi
- 2007 Onshi-shō Miki Taku  für seine Leistungen auf allen Gebieten der Literatur
- 2009 Onshi-shō Inoue Hisashi für seine Verdienste um das Schauspiel
- 2011 Onshi-shō Yamazaki Masakazu für seine Verdienste um das Schauspiel und als Kritiker
- 2016 Onshi-shō Tsujihara Noboru für seine Verdienste als Schriftsteller
- 2017   Takagi Nobuko für seine Verdienste die Betrachtung der feinen Muster menschlicher Beziehungen in einen reichen Erzählstil verwoben und mit dem Roman verschmolzen zu haben
- 2019   Matsuura Hisaki für seine Verdienste auf den Gebieten der Prosa, Lyrik und Kritik

#### Poesie
- 1942   Takamura Kōtarō für die Anthologie Michinori (道程) (1953 Aufnahme in die Akademie abgelehnt)
- 1942   Kawada Jun (seit 1963 Mitglied der Akademie)
- 1948   Origuchi Shinobu
- 1949   Handa Ryōhei posthum
- 1951   Ayama Tokujirō
- 1953   Miyoshi Tatsuji (seit 1963 Mitglied der Akademie)
- 1953   Tsuchiya Bunmei (seit 1962 Mitglied der Akademie)
- 1953   Hattori Tanpu
- 1958   Kawaji Ryūkō für Nami (波, dt. etwa „Welle“)
- 1964   Mizuhara Shūōshi (seit 1966 Mitglied der Akademie)
- 1971   Tomiyasu Fūsei (seit 1971 Mitglied der Akademie)
- 1977   Miya Shūji (seit 1983 Mitglied der Akademie)
- 1980   Satō Satarō (seit 1983 Mitglied der Akademie)
- 1981 Onshi-shō Iida Ryūta (seit 1984 Mitglied der Akademie)
- 1983 Onshi-shō Kimata Osamu
- 1984 Onshi-shō Nakamura Kusatao posthum
- 1984   Nakamura Teijo
- 1987   Yamaguchi Seishi
- 1987   Ueda Miyoji für seine Verdienste um das Tanka und die Literatur
- 1994 Onshi-shō Naka Tarō  (seit 1994 Mitglied der Akademie)
- 1995 Onshi-shō Ōoka Makoto (seit 1995 Mitglied der Akademie)
- 1995   Kiyooka Takayuki (seit 1996 Mitglied der Akademie)
- 1997 Onshi-shō Mori Sumio für seine Verdienste als Haiku-Dichter (seit 1997 Mitglied der Akademie)
- 1998   Okano Hirohiko (seit 1998 Mitglied der Akademie)
- 1998   Tamura Ryūichi
- 1999 Onshi-shō Itō Shinkichi
- 2003   Baba Akiko  (seit 2003 Mitglied der Akademie)
- 2003   Mado Michio
- 2003   Kaneko Tōda (seit 2005 Mitglied der Akademie)
- 2005 Onshi-shō Mae Toshio für die Anthologie Tobusadate (鳥総立) (seit 2005 Mitglied der Akademie)
- 2015 Onshi-shō Yoshimasu Kōzō (seit 2015 Mitglied der Akademie)
- 2015   Takaha Shugyō (seit 2015 Mitglied der Akademie)
- 2016   Uda Kiyoko
- 2019 Onshi-shō Arikawa Yōji

#### Kritiken und Übersetzungen
- 1943   Noguchi Yonejirō für Geijutsuden (芸術殿)
- 1950   Yamauchi Yoshio für Chibōke no hitobito (チボー家の人びと, dt. „Die Thibaults“) (seit 1966 Mitglied der Akademie)
- 1951   Kobayashi Hideo (seit 1960 Mitglied der Akademie)
- 1952   Hinatsu Kōnosuke
- 1953   Ichikawa Kin’ichi
- 1954   Komiya Toyotaka
- 1955   Suzuki Shintarō
- 1956   Nobori Shomu
- 1957   Wada Yoshie für Ichiyō no nikki (一葉の日記, dt. etwa „Ichiyōs Tagebuch“)
- 1957 Onshi-shō Arikuchi Shinobu posthum
- 1958   Niizeki Ryōzō
- 1959   Yoshida Seiichi, (自然主義の研究)
- 1961   Kawakami Tetsutarō
- 1963   Fukuhara Rintarō (seit 1964 Mitglied der Akademie)
- 1964   Kamei Katsuichirō (seit 1966 Mitglied der Akademie)
- 1966   Funaki Shigenobu, für Shijin Haine seikatsu to sakuhin (詩人ハイネ・生活と作品, dt. etwa „Leben und Werk des Dichters Heine“)
- 1966   Yamamoto Kenkichi, (seit 1969 Mitglied der Akademie)
- 1967   Nakamura Mitsuo, (seit 1970 Mitglied der Akademie)
- 1967 Onshi-shō Miyake Shūtarō posthum
- 1969   Takahashi Kenji, (seit 1973 Mitglied der Akademie)
- 1971   Karaki Junzō
- 1973   Nakamura Hakuyō
- 1976   Edō Jun (seit 1991 Mitglied der Akademie)
- 1977 Onshi-shō Hirano Ken
- 1981   Fukuda Tsuneari (seit 1981 Mitglied der Akademie)
- 1981   Ikushima Ryōichi
- 1982   Saeki Shōichi (seit 1988 Mitglied der Akademie)
- 1984   Isoda Kōichi
- 1986   Fujikawa Hideo (seit 1989 Mitglied der Akademie)
- 1990 Onshi-shō Shinjō Yoshiakira (seit 1990 Mitglied der Akademie)
- 1991 Onshi-shō Satō Saku für seine Verdienste als Literaturkritiker und Übersetzer französischer Gegenwartsliteratur (seit 1991 Mitglied der Akademie)
- 1997   Takahashi Hideo, für seine Verdienste als Literaturkritiker (seit 1997 Mitglied der Akademie)
- 2000 Onshi-shō Kawatake Toshio für Kawatake Toshio kabuki ronshū (河竹登志夫歌舞伎論集, dt. etwa „Gesammelte Aufsätze Toshio Kawatakes über das Kabuki“)
- 2000   Kawamura Jirō (seit 2005 Mitglied der Akademie)
- 2001   Kanno Akimasa für seine Verdienste und Forschung als Kunstkritiker (seit 2003 Mitglied der Akademie)
- 2002 Onshi-shō Takashina Shūji für seine Verdienste als Kunst- und Kulturkritiker (seit 2015 Mitglied der Akademie)
- 2010 Onshi-shō Awazu Norio (seit 2010 Mitglied der Akademie)
- 2012 Onshi-shō Miura Masashi für seine originelle und verständnisvolle Besprechung von Seishun no shūen (青春の終焉)
- 2017 Onshi-shō Watanabe Tamotsu für seine langjährigen Verdienste um die Kritik und das traditionelle Schauspiel
- 2018 Onshi-shō Haga Tōru für Bunmei toshite no Tokugawa Nihon 1603 - 1873 (文明としての徳川日本 一六〇三-一八五三)

### Musik und Schauspiel

#### Nō
- 1948   Noguchi Kanesuke, Nō, Hōshō-Schule, Rolle: Shitegata
- 1951   Kanze Kasetsu, Nō, Kanze-Schule, Rolle: Shitegata
- 1953   Sakurama Kyūsen, Nō, Komparu-Schule, Rolle: Shitegata
- 1954   Shigeyama Yagurō, Kyōgen, Ōkura-Schule
- 1960   Kondō Kenzō, Nō, Hōshō-Schule, Rolle: Shitegata
- 1961   Hashioka Kyūtarō, Nō, Kanze-Schule, Rolle: Shitegata
- 1963   Gotō Tokuzō, Nō, Kita-Schule, Rolle: Shitegata
- 1970   Nomura Manzō VI., Kyōgen im Izumi-Stil
- 1975   Kita Minoru, Nō, Kita-Schule, Rolle: Shitegata
- 1977   Shigeyama Sensaku IV., Kyōgen, Ōkura-Schule
- 1980   Hōsō Yaichi, Nō, Hōshō-Schule, Rolle: Wakigata
- 1983   Tanaka Ikunosuke, Nō, Hōshō-Schule, Rolle: Shitegata
- 1985   Umewaka Masatoshi, Nō, Kanze-Schule, Rolle: Shitegata
- 1987   Nomura Mannojō, Kyōgen, Izumi-Schule
- 1988   Umewara Yasuyuki, Nō, Kanze-Schule, Rolle: Shitegata
- 1988   Kanze Motomasa, Nō, Kanze-Schule, Rolle: Shitegata
- 1990   Katayama Kurōemon IX., Nō, Kanze-Schule, Rolle: Shitegata
- 1990   Nomura Mansaku, Nō, Kyōgen, Izumi-Schule
- 1992   Hassei Tetsuojō, Nō, Kanze-Schule, Rolle: Shitegata
- 1992   Hōshō Kan, Nō, Wakigata, Hōshō-Schule
- 1995   Kongō Iwao, Nō, Kongō-Schule, Rolle: Shitegata
- 1996   Komparu Sōemon XII., Nō, Kongō-Schule, Rolle: Shitegata, Taiko-Spieler
- 1999   Umewaka Rokurō LVI., Nō, Hōshō-Schule, Rolle: Shitegata
- 2000   Awaya Kikuo, Nō, Kita-Schule (喜多流), Rolle: Shitegata
- 2001   Kondō Kennosuke, Nō, Hōshō-Schule, Rolle: Shitegata
- 2002   Sekine Shōroku, Nō, Kanze-Schule, Rolle: Shitegata
- 2003   Tomoeda Akiyo, Nō, Kita-Schule, Rolle: Shitegata
- 2005   Kanze Yoshiyuki, Nō, Kanze-Schule, Rolle: Shitegata
- 2006   Nomura Shirō, Nō, Kanze-Schule, Rolle: Shitegata
- 2007   Yamamoto Tōjirō IV., Kyōgen, Ōkura-Schule (大蔵流)
- 2008 Onshi-shō Issō Senkō, Nō, Issō-Schule (一噌流), Hayashikata
- 2009   Kanze Tetsunojō IX., Nō, Kanze-Schule, Rolle: Shitegata
- 2011   Yamamoto Takashi, Nō, Taiko-Spieler, Ōkura-Schule
- 2013   Asami Masakuni, Nō, Kanze-Schule, Rolle: Shitegata
- 2014   Kagawa Seiji, Nō, Kita-Schule, Rolle: Shitegata
- 2015 Onshi-shō Kakihara Takashi, Nō, Taiko-Spieler, Takayasu-Schule
- 2016   Takahashi Akira, Nō, Hōshō-Schule, Rolle: Shitegata
- 2017   Ōtsuki Bunzō, Nō
- 2019 Onshi-shō Kamei Tadao, Nō
- 2021   Kanze Kiyokazu, Nō, Kanze-Schule, Rolle: Shitegata

#### Kabuki
- 1951   Nakamura Tokizō III., Kabuki, Frauendarsteller (Onnagata)
- 1952   Ichikawa Ennosuke II., Kabuki, Rolle: Tachiyaku
- 1953   Ichikawa Jukai III., Kabuki, Rolle: Tachiyaku
- 1954   Bandō Jūzaburō III., Kabuki, Rolle: Tachiyaku
- 1956   Ichikawa Sadanji III., Kabuki, Rolle: Tachiyaku, Onnagata
- 1962   Nakamura Utaemon VI., Kabuki, Frauendarsteller (Onnagata)
- 1966   Onoe Baikō VII., Kabuki, Frauendarsteller (Onnagata)
- 1966   Bandō Mitsugorō VIII., Kabuki, Rolle: Tachiyaku
- 1969   Nakamura Kanzaburō XVII., Kabuki, Rolle: Tachiyaku
- 1970   Nakamura Kanjirō, Kabuki, Rolle: Tachiyaku
- 1972   Kataoka Nizaemon XIII., Kabuki, Rolle: Tachiyaku
- 1974   Matsumoto Kōshirō, Kabuki, Rolle: Tachiyaku
- 1975   Nakamura Shikan, Kabuki, Frauendarsteller (Onnagata)
- 1981   Nakamura Jakuemon IV., Kabuki, Frauendarsteller (Onnagata)
- 1982   Jitsukawa Enjaku, Kabuki, Rolle: Tachiyaku
- 1984   Ichimura Uzaemon XVII., Kabuki, Rolle: Tachiyaku
- 1985   Nakamura Kichiemon II., Kabuki, Rolle: Tachiyaku
- 1986   Nakamura Seijaku II., Kabuki, Rolle: Tachiyaku
- 1987   Nakamura Tomijūrō V., Kabuki, Rolle: Tachiyaku
- 1987   Onoe Kikugorō VII., Kabuki, Rolle: Tachiyaku
- 1988   Kataoka Takao, Kabuki, Rolle: Tachiyaku
- 1989   Ichikawa Danjurō XII., Kabuki, Rolle: Tachiyaku
- 1990   Nakamura Fukusuke IV., Kabuki, Rolle: Tachiyaku
- 1991   Bandō Mitsugorō IX., Kabuki, Rolle: Tachiyaku
- 1993   Nakamura Matsue V., Kabuki, Frauendarsteller (Onnagata)
- 1996 Onshi-shō Nakamura Matagorō II., Kabuki, Rolle: Wakiyaku
- 1999   Nakamura Kankurō V., Kabuki, Rolle: Tachiyaku
- 2001   Sawamura Tanosuke VI., Kabuki, Rolle: Wakiyaku
- 2005   Nakamura Fukusuke IX., Kabuki, Frauendarsteller (Onnagata)
- 2006   Bandō Mitsugorō X., Kabuki, Rolle: Tachiyaku
- 2007   Nakamura Kanjaku V., Kabuki, Rolle: Tachiyaku
- 2008   Nakamura Tokizō V., Kabuki, Frauendarsteller (Onnagata)
- 2008   Nakamura Shibajaku VII., Kabuki, Frauendarsteller (Onnagata)
- 2011   Nakamura Hashinosuke III., Kabuki, Rolle: Tachiyaku
- 2016   Nakamura Karoku V., Kabuki, Rolle: Wakiyaku
- 2016 Onshi-shō Bandō Tamasaburō V., Kabuki, Frauendarsteller (Onnagata)
- 2017   Ichikawa Sadanji IV.
- 2018   Nakamura Senjaku III.
- 2020   Matsumoto Kōshirō X., Kabuki, Rolle: Tachiyaku
- 2021   Kataoka Takatarō, Kabuki, Frauendarsteller (Onnagata)

#### Bunraku (Puppenspiel)
- 1944   Toyotake Kōtsubodayū II., Bunraku, Tayū
- 1950   Tsurusawa Seiroku IV., Bunraku, Shamisen
- 1963   Takemoto Tsunatayū VIII., Bunraku, Tayū
- 1968   Nozawa Kizaemon, Bunraku, Shamisen
- 1972   Tsurusawa Kanji, Bunraku, Shamisen
- 1976   Takezawa Yachichi, Bunraku, Shamisen
- 1997   Yoshida Minosuke III., Bunraku, Ningyōkata
- 1998 Onshi-shō Takemoto Sumitayū VII., Bunraku, Tayū
- 2003   Takemoto Tsunatayū IX., Bunraku, Tayū
- 2009   Toyotake Sakitayū, Bunraku, Tayū
- 2010   Kiritake Kanjūrō III., Bunraku, Ningyō Jōruri
- 2011   Nozawa Kinshi V., Bunraku, Shamisen
- 2012   Tsurusawa Tōzō V., Bunraku, Shamisen
- 2013   Tsurusawa Enza VI., Bunraku, Shamisen
- 2014   Yoshida Tamame, Bunraku, Puppenspieler
- 2018   Tsuruzawa Seisuke, Bunraku, Puppen- und Shamisenspieler

#### Traditionelle japanische Musik
- 1948   Shiba Sukehiro, Gagaku
- 1953   Tokiwazu Mochibee, Tokiwazu-bushi, Shamisen
- 1953   Nakao Tozan, Shakuhachi Tozan-Schule
- 1955   Yamada Shōtarō, Nagauta, Shamisen
- 1956   Kinuya Eizō, Nagauta, Shamisen
- 1957   Yoshimura Ijūrō VII., Nagauta, Sänger (唄方, utagata)
- 1959   Nakanoshima Kin'ichi, Sō-no-Koto-Musik, Yamada-Schule
- 1961   Kinuya Rokuzaemon XIV., Nagauta, Sänger (唄方, utagata)
- 1962   Abe Sueyoshi, Hichiriki, Gagaku
- 1968   Kiyomoto Shizutyū, Kiyomoto-bushi, Tayū
- 1971   Ogie Royū V., Ogie-bushi
- 1972   Kinuya Rokuichirō, Nagauta, Shamisen
- 1974   Nakanoshima Keiko, Sō-no-Koto-Musik, Yamada-Schule
- 1980   Uehara Masaki, Sō-no-Koto-Musik, Yamada-Schule
- 1983   Imafuji Chōjūrō X., Nagauta, Shamisen
- 1987   Tomiyama Seikin, Sō-no-Koto-Musik, Ikuta-Schule
- 1990   Ōno Tadamaru, Gagaku
- 1991   Aoki Reibo II., Shakuhachi, Kinko-Schule (琴古流)
- 1991   Kiyomoto EisaburōKiyomoto-bushi, Shamisen
- 1992   Kinuya Gosaburō III., Nagauta, Shamisen
- 1993 Onshi-shō Tokiwazu Mojibee IV., Tokiwazu-bushi (常磐津節), Shamisen
- 1995   Yamaguchi Gorō, Shakuhachi, Kinko-Schule
- 1999   Kineya Kisaburō XV., Nagauta, Sänger (唄方, utagata)
- 2000 Onshi-shō Tōgi Toshiharu, Gagaku
- 2002   Yamase Shōin VI., Sō-no-Koto-Musik, Yamada-Schule
- 2002   Yonekawa Toshiko, Sō-no-Koto-Musik, Ikuta-Schule
- 2003 Onshi-shō Shiba Sukeyasu, Gagaku
- 2003   Miyata Tetsuo, Nagauta, Sänger
- 2004 Onshi-shō Tsuruzawa Seiji, Gidayū-bushi, Shamisen
- 2004   Kawase Hakushū, Kokyū
- 2004   Tomiyama Seikin II., Sō-no-Koto-Musik, Ikuta-Schule
- 2007   Yuize Shin’ichi, Sō-no-Koto-Musik, Ikuta-Schule
- 2009   Kineya Mitarō VII., Nagauta, Shamisen
- 2009   Bunno Hideaki, Gagaku
- 2010   Imabuji Masatarō II., Nagauta, Shamisen
- 2010   Tokiwazu Mojibee V., Tokiwazu-bushi, Shamisen
- 2011   Nosaka Sōju II., Sō-no-Koto-Musik, Ikuta-Schule
- 2012 Onshi-shō Yamamoto Hōzan, Shakuhachi, Tozan-Schule
- 2012   Kasagi Kan'ichi, Gagaku
- 2013 Onshi-shō Yonekawa Fumiko, Koto-Musik
- 2014 Onshi-shō Ono Koryū, Gagaku
- 2015   Miyako Icchū XII., Icchū-bushi, Shamisen
- 2015   Yonekawa Toshiko, Sō-no-Koto-Musik, Ikuta-Schule
- 2017   Tobaya Richō, Gesang mit Shamisen-Begleitung
- 2020 Onshi-shō Kineya Katsukuni, Nagauta, Shamisen

#### Westliche Musik
- 1943   Iguchi Motonari, Klavier
- 1948   Fujiwara Yoshie, Gesang
- 1956   Saitō Hideo, Dirigieren
- 1961   Toyomasu Noboru, Klavier (seit 1962 Mitglied der Akademie)
- 1965 Onshi-shō Yanagi Kaneko, Gesang (seit 1972 Mitglied der Akademie)
- 1966   Dan Ikuma, Komposition (seit 1973 Mitglied der Akademie)
- 1967   Watanabe Akeo, Dirigieren (seit 1978 Mitglied der Akademie)
- 1971   Sonoda Takahiro, Klavier (seit 1980 Mitglied der Akademie)
- 1972   Ozawa Seiji, Dirigieren
- 1975   Yasukawa Kazuko, Klavier (seit 1976 Mitglied der Akademie)
- 1976   Asahina Takashi, Dirigieren
- 1979   Etō Toshiya, Violine (seit 1987 Mitglied der Akademie)
- 1980   Takemitsu Tōru, Komposition
- 1986   Yamada Kazuo, Dirigieren
- 1989   Miyoshi Akira, Komposition (seit 1995 Mitglied der Akademie)
- 1991   Azuma Atsuko, Gesang
- 1992   Wakasugi Hiroshi, Dirigieren (seit 1994 Mitglied der Akademie)
- 1993   Tsutsumi Tsuyoshi, Cello (seit 2009 Mitglied der Akademie)
- 1994 Onshi-shō Yoshida Masao, Flöte
- 1996   Kimura Toshimitsu, Gesang
- 1999 Onshi-shō Yuasa Jōji, Komposition
- 2002 Onshi-shō Iwaki Hiroyuki, Dirigieren (seit 2003 Mitglied der Akademie)
- 2004   Maehashi Teiko, Violine
- 2005 Onshi-shō Uchida Mitsuko, Klavier
- 2006 Onshi-shō Hatanaka Ryōsuke, Gesang
- 2007 Onshi-shō Kuribayashi Yoshinobu, Gesang
- 2009 Onshi-shō Nakamura Hiroko, Klavier
- 2010 Onshi-shō Ōno Kazushi, Dirigieren
- 2011 Onshi-shō Kuriyama Masayoshi, Operninszenierung
- 2013   Iimori Taijirō, Dirigieren (seit 2014 Mitglied der Akademie)
- 2014   Nojima Minoru, Klavier
- 2017 Onshi-shō Ichiyanagi Toshi, Komposition
- 2019   Nodaichi Ichirō, Komposition, Klavier
- 2021 Onshi-shō Kobayashi Ken’ichirō, Dirigieren

#### Tanz
- 1952   Inoue Yachiyo IV., Kyō-Tanz (京舞), Inoue-Schule
- 1957   Hanayagi Jusuke II., Nihon Buyō, Hanayagi-Schule
- 1963   Fujima Kanjūrō VI., Nihon Buyō, Fujima-Schule
- 1965   Fujima Kan’emon IV., Nihon Buyō, Fujima-Schule
- 1967   Azuma Tokuho, Nihon Buyō, Azuma-Schule
- 1979   Fujima Fujiko, Nihon Buyō, Fujima-Schule
- 1985   Morishita Yōko, Ballett
- 1988   Hanayagi Juraku, Nihon Buyō, Hanayagi-Schule
- 1989   Fujima Tomoaki, Nihon Buyō, Fujima-Schule
- 1990   Hanayagi Jusuke III., Nihon Buyō, Hanayagi-Schule
- 1991   Nishikawa Senzō X., Nihon Buyō, Nishikawa-Schule
- 1992   Hanayagi Toshinami, Kabuki Tanz, Hanayagi-Schule
- 1997   Fujima Kanjūrō VII., Nihon Buyō, Fujima-Schule
- 1999   Inoue Yachiyo V., Kyō-Tanz, Inoue-Schule
- 2000   Fujima Rankei, Nihon Buyō, Fujima-Schule
- 2001   Hanayagi Yoshijirō V., Nihon Buyō, Hanayagi-Schule
- 2002   Anoe Kikunojō II., Nihon Buyō, Onoe-Schule
- 2004   Azuma Tokuya, Nihon Buyō, Azuma-Schule
- 2008   Fujima Tōtarō, Nihon Buyō, Fujima-Schule
- 2015   Yamamura Tomogorō, Nihon Buyō, Yamamura-Schule
- 2016   Nakamura Umeya II., Nihon Buyō, Nakamura-Schule
- 2018   Hanayagi Juraku
- 2019   Miyagi Nōbō, Kumi Odori
- 2020   Fujima Rankō, Nihon Buyō
- 2021   Nishikawa Minosuke, Nihon Buyō, Nishikawa-Schule

#### Schauspiel
- 1948   Sugimura Haruko, Bungakuza, Schauspielerin
- 1950   Itō Kisaku, Bühnenbild
- 1955   Hanayagi Shōtarō, Shimpa, Onnagata
- 1956   Mizutani Yaeko, Shimpa, Schauspielerin
- 1959   Azu Yasujirō, Filmregisseur
- 1980   Ichikawa Somegorō VI., Musical: Der Mann von La Mancha